# Samuel Conrad
Samuel Conrad (conocido como Sam Conrad; Sídney, 21 de octubre de 1983) es un deportista australiano que compitió en remo.
Ganó una medalla de oro en el Campeonato Mundial de Remo de 2005, en la prueba de dos con timonel. Participó en los Juegos Olímpicos de Pekín 2008, ocupando el sexto lugar en la prueba de ocho con timonel.

## Palmarés internacional
| Campeonato Mundial | Campeonato Mundial | Campeonato Mundial | Campeonato Mundial |
| Año                | Lugar              | Medalla            | Prueba             |
| ------------------ | ------------------ | ------------------ | ------------------ |
| 2005               | Kaizu (Japón)      | Medalla de oro     | Dos con timonel    |